# Molly Sandén
Molly My Marianne Sandén (Stoccolma, 3 luglio 1992) è una cantante, conduttrice televisiva e doppiatrice svedese.

## Carriera
La carriera della Sandén inizia nel 2006 quando, tramite scelta interna, ha rappresentato la Svezia al Junior Eurovision Song Contest 2006, con il brano Det finaste någon kan få. Alla manifestazione si classifica al terzo posto, ad oggi il miglior risultato della Svezia. Partecipa inoltre al STV's New Years il 31 dicembre 2006.
Nel 2007 vince il talent show Stella Shots, e partecipa al Diggiloo insieme a Lasse Holm, Linda Bengtzing, Lotta Engberg, Tony Roche, Charlotte Perrelli, Thomas Pettersson, Jan Johansen, Niklas Andersson, Lasse Berghagen, Benjamin Wahlgren e Magnus Johansson.
Duetta con il cantante svedese Ola Svensson nella versione svedese del brano You Are the Music in Me intitolata Du Är Musiken I Mig, proveniente da High School Musical 2. Si esibisce al Lilla Melodifestivalen, processo di selezione per scegliere il rappresentante per il Junior Eurovision Song Contest 2007, e successivamente è la portavoce svedese alla manifestazione europea.
Nell'estate del 2008  prende parte nuovamente parte al Diggiloo insieme a Lasse Holm, Linda Bengtzing, Lotta Engberg, Thomas Pettersson, Måns Zelmerlöw, Nanne Grönvall, Stefan & Kim e Magnus Johansson. Registra una cover del brano svedese Den underbara dagen du kommer hem, che venne usata come jingle promozionale per la catena fast food Sibylla.
Nel settembre 2008 incide con il cantante Brandur la versione svedese di Right Here, Right Now proveniente da High School Musical 3, intitolata Just Här, Just Nu.
Prende parte al Melodifestivalen 2009, processo di selezione per scegliere il rappresentante svedese all'Eurovision Song Contest, con il brano Så vill stjärnorna, riuscendo ad arrivare alle fasi finali del programma.
Nel 2010 partecipa alla versione VIP del programma Let's Dance, ove si piazza al quarto posto.
Nel 2012 partecipa di nuovo al Melodifestivalen con il brano Why Am I Crying, arrivando al quinto posto nella serata finale. Nell'agosto 2013, Sandén ha annunciato l'uscita della sua prima catena di vestiti chiamata "My by Molly".
Nel novembre 2015, è stato annunciato che la Sandén prenderà parte al Melodifestivalen 2016, con il brano Youniverse scritto da lei, il suo fidanzato Danny Saucedo e John Alexis. Ancora una volta, riesce a qualificarsi per la serata finale, piazzandosi al sesto posto.

## Vita privata
Molly Sandén ha iniziato una relazione con il cantante svedese Danny Saucedo nel febbraio 2013, fidanzandosi ufficialmente nel 2016. Il 28 settembre 2012, Sandén ha annunciato che le è stato diagnosticato il diabete di tipo 1 dopo un collasso durante un viaggio a Barcellona.
Ha due sorelle, Frida e Mimmi, che anche loro hanno rappresentato la Svezia, rispettivamente il 2007 e 2009, al Junior Eurovision Song Contest.

## Discografia

### Album
- 2009 - Samma himmel
- 2012 - Unchained
- 2018 - Större
- 2019 - Det bästa kanske inte hänt än
- 2021 - Dom ska veta

### EP
- 2015 - Like No One's Watching

### Colonne sonore
- 2007 - High School Musical 2 (Original Soundtrack)
- 2008 - High School Musical 3: Senior Year (Original Soundtrack)
- 2010 - Trassel (Svensk Disney soundtrack)
- 2018 - Trassel - serien (Musik från tv-serien)
- 2020 - Eurovision Song Contest: The Story of Fire Saga (Music from the Netflix Film)

### Singoli
- 2006 - Det finaste någon kan få
- 2007 - Allt Som Jag Kan Ge
- 2007 - Du Är Musiken I Mig (You Are The Music In Me) (feat. Ola) (High School Musical 2)
- 2008 - Just Här, Just Nu (Right Here, Right Now) (feat. Brandur) (High School Musical 3)
- 2008 - Keep on (Movin')
- 2009 - Så vill stjärnorna
- 2011 - Spread a Little Light
- 2012 - Why Am I Crying
- 2012 - Unchained/Mirage
- 2012 - A Little Forgiveness (feat. Christopher)
- 2014 - Freak
- 2015 - Phoenix
- 2015 - Like No One's Watching
- 2016 - Youniverse
- 2017 - Rygg mot rygg
- 2017 - Utan dig
- 2018 - Ditt sanna jag (feat. Leslie Tay)
- 2018 - Udanflykter
- 2018 - Större
- 2018 - Sand
- 2018 - Kär i din kärlek
- 2018 - Ingen som jag
- 2018 - Jag e (Vierge moderne)
- 2019 - Den som e den
- 2019 - Rosa himmel (Störst av allt)
- 2019 - Va det då?
- 2019 - Det bästa kanske inte hänt än
- 2019 - Alla våra smeknamn
- 2024 - Slutet av sommarn

#### Come featuring
- 2014 - Kærlighed & krig (Burhan G feat. Molly Sandén)
- 2016 - Ey gäri (Linda Pira feat. Molly Sandén)
- 2018 - Regnet (Petter feat. Molly Sandén e SAMI)
- 2019 - Smartare (Estraden feat. Molly Sandén)

## Doppiaggio

### Film
- Olivia White in Lemonade Mouth
- Rachel McAdams (canto) in Eurovision Song Contest - La storia dei Fire Saga

### Film d'animazione
- Rapunzel in Rapunzel - L'intreccio della torre e Rapunzel: La serie (versione svedese)

### Serie tv
- Teddy Duncan in Buona fortuna Charlie